# Acústicos & Valvulados
Acústicos & Valvulados é uma banda de rock and roll brasileira formada em 1991 na cidade de Porto Alegre, no Rio Grande do Sul.
A banda têm dez CDs lançados e três DVDs, além de diversos singles e participações em coletâneas. A banda já foi indicada aos prêmios VMB MTV, Revista Dynamite e Açorianos de Música, em três edições, além de marcaram presença em festivais como Planeta Atlântida, TIM Festival, Porão do Rock e Superdemo.
A banda é formada atualmente por Rafael Malenotti (vocal), Alexandre Móica (guitarra), Paulo James (bateria), Diego Lopes (baixo) e Daniel Mossmann (guitarra).

## História
Antes dos Acústicos & Valvulados, o vocalista Rafael Malenotti integrava uma banda de rockabilly chamada Os Nelson. Em 24 de dezembro de 1990, munido de uma fita VHS com videoclipes da banda norte-americana Stray Cats, Malenotti se apresentou em uma festa do gênero onde estavam o guitarrista Alexandre Móica, o baterista Paulo James e o baixista Roberto Abreu e foi convidado para ensaiar com eles no dia seguinte. A banda foi formada oficialmente em 1991, quando adotou seu nome, inspirado em uma seção de rockabilly de um fanzine em Curitiba. No dia 6 de julho de 1991, em uma festa, a banda fez a sua primeira apresentação.
O rockabilly dos Acústicos & Valvulados chamou a atenção do VJ Luiz Thunderbird, que levou a banda para uma apresentação na MTV Brasil. A exposição rendeu uma participação da coletânea Chá das Quatro, em 1994, da qual também faziam parte as bandas Mr. Papoo, Pura Sangre e Quintos dos Infernos. A banda tocou as últimas quatro faixas do álbum, todas com letras em inglês.
A banda lançou seu primeiro álbum em 1996, intitulado God Bless Your Ass, cujo destaque era a regravação de "Minha Fama de Mau", de Roberto e Erasmo Carlos.
Em 1999, a banda lançou seu segundo álbum, o homônimo Acústicos & Valvulados. A partir deste álbum, a banda mudou de estilo, passando a cantar músicas com letras em português.
Em 2001, é lançado o terceiro álbum, o também homônimo Acústicos & Valvulados, gravado em Belo Horizonte, com a produção de Haroldo Ferretti e Henrique Portugal, músicos da banda Skank. Neste álbum, estavam alguns hits da banda, como "O Nome Dessa Rua", "Milésima Canção de Amor", "Suspenso no Espaço" e "Remédio".
Em 2007, é lançado o primeiro álbum ao vivo da carreira da banda, Acústico, ao Vivo e a Cores, também disponibilizado em DVD. O álbum foi gravado no Juvenil, em Porto Alegre.
A partir de 2010, a banda optou por se autogerir, controlando da distribuição de discos à venda de shows. Neste ano, é lançado o álbum Grande Presença!.
Em janeiro de 2011, a banda gravou no Opinião, ao lado das bandas Identidade e Os Replicantes, o DVD 3x Rock, lançado em 2013.
Em 20 de outubro de 2011, a banda realiza seu milésimo show, no Bar Opinião, em Porto Alegre.
Em outubro de 2012, se encontraram com o Conjunto Bluegrass Porto-Alegrense e aproveitaram para gravar uma versão ao vivo de “O Rei Caiu”, música presente no disco Grande Presença!.
Em 2014, é lançado o álbum Meio Doido e Vagabundo - O Fino do Rock Mendigo e a coletânea Diamantes Verdadeiros - O Top 10 da Era do Rádio, com regravações dos seus maiores sucessos.
Em julho de 2017, sai um lyric video para a faixa “Alguém Pra Gostar de Mim”, presente no álbum Meio Doido e Vagabundo, de 2014.
No final de 2019, lançam o single "Minha sorte vai brilhar", primeira música inédita em cinco anos.
Em setembro de 2020, lançam o EP A Minha Cura, que conta com a participação do vocalista do grupo gaúcho Tequila Baby, Duda Calvin.
Em julho de 2021, lançam a coletânea Diamantes Verdadeiros Vol.II — With a Little Help From Our Friends, álbum comemorativo que reúne releituras de 10 canções da trajetória da banda, que contou com a parceria de músicos Henrique Portugal (Skank), Rafa Machado (Chimarruts), Serginho Moah (ex-Papas da Língua),  Alemão Ronaldo, Carlinhos Carneiro (Bidê ou Balde/Império da Lã), Fabrício Beck (Vera Loca), Luciano Albo (ex-Cascavelletes), Jacques Maciel (Rosa Tattooada), Duda Calvin (Tequila Baby), Beto Bruno (ex-Cachorro Grande), Luciano Leães e Vicente Guedes.
Em outubro de 2022, sai o single “Fim de Tarde com Você”, versão revisitada e remodelada de um dos maiores sucessos do grupo, acompanhada de um videoclipe e traz a participação especial de Frejat.

## Discografia

### Álbuns de estúdio
- (1996) God Bless Your Ass
- (1999) Acústicos & Valvulados
- (2001) Acústicos & Valvulados
- (2003) Creme Dental Rock'n Roll
- (2005) Esse Som Me Faz Tão Bem
- (2010) Grande Presença!
- (2014) Meio Doido e Vagabundo - O Fino do Rock Mendigo

### Álbuns ao vivo
- (2007) Acústico, ao Vivo e a Cores

### DVDs
- (2007) Acústico, ao Vivo e a Cores
- (2013) 3x Rock (com Identidade e Os Replicantes)
- (2015) Grande Presença! - Videoclipes

### Coletâneas
- (2014) Diamantes Verdadeiros - O Top 10 da Era do Rádio
- (2021) Diamantes Verdadeiros Vol. II - With a Little Help From Our Friends

## Integrantes

### Formação atual[1]
- Rafael Malenotti: vocal
- Alexandre Móica: guitarra
- Daniel Mossmann: guitarra
- Diego Lopes: baixo
- Paulo James: bateria

### Ex-integrantes
- Roberto Abreu: baixo
- Luciano Leães: teclados

## Prêmios e indicações

### MTV Video Music Brasil
| Ano  | Categoria | Indicação | Resultado |
| ---- | --------- | --------- | --------- |
| 1995 | Democlipe | Dynamite  | Indicado  |

### Prêmio Açorianos
| Ano  | Categoria              | Indicação                   | Resultado |
| ---- | ---------------------- | --------------------------- | --------- |
| 1999 | Espetáculo de Pop/Rock | Acústicos & Valvulados      | Indicado  |
| 1999 | Grupo de Pop/Rock      | Acústicos & Valvulados      | Indicado  |
| 1999 | Disco de Pop/Rock      | Acústicos & Valvulados      | Indicado  |
| 2007 | DVD do Ano             | Acústico, ao Vivo e a Cores | Indicado  |